# Periploca aphylla
Periploca aphylla är en oleanderväxtart. Periploca aphylla ingår i släktet Periploca och familjen oleanderväxter.

## Underarter
Arten delas in i följande underarter:
- P. a. aphylla
- P. a. laxiflora